# Written on the Wind
Written on the Wind (bra: Palavras ao Vento/prt: Escrito no Vento) é um filme de melodrama gótico-sulista americano de 1956 dirigido por Douglas Sirk e estrelado por Rock Hudson, Lauren Bacall, Robert Stack e Dorothy Malone. Ele segue os relacionamentos complicados entre membros disfuncionais de uma dinastia petrolífera do Texas: seu herdeiro alcoólatra, sua esposa (ex-secretária da empresa familiar), seu melhor amigo de infância e sua irmã autodestrutiva.
O roteiro de George Zuckerman foi baseado no romance homônimo de Robert Wilder lançado em 1946, sendo uma retratação mal disfarçada (ou roman à clef) do escândalo da vida real envolvendo a cantora Libby Holman e seu marido, o herdeiro Zachary Smith Reynolds, que foi morto em circunstâncias misteriosas na sua propriedade familiar em 1932. Os direitos autorais foram adquiridos primeiramente pela RKO Pictures e pela International Pictures em 1946, mas foi arquivado devido a ameaças da família Reynolds. A Universal Pictures adquiriu os direitos do romance após absorver a International Pictures e começou a desenvolver o filme em 1955. Zuckerman fez inúmeras alterações em seu roteiro para evitar processos judiciais dos Reynolds, entre elas a mudança do cenário da Carolina do Norte para o Texas e a origem da fortuna da família no petróleo em vez do tabaco.
Filmado em Los Angeles no final de 1955 e início de 1956, Written on the Wind foi lançado nos cinemas da Inglaterra no outono de 1956 antes de estrear nos Estados Unidos no dia de Natal de 1956. O longa-metragem quebrou recordes de bilheteria no dia de estreia para a Universal e conseguiu ser um sucesso financeiro. Dorothy Malone ganhou um Oscar de Melhor Atriz Coadjuvante, Robert Stack foi indicado ao Oscar de Melhor Ator Coadjuvante, e Victor Young e Sammy Cahn foram indicados ao Oscar de Melhor Canção Original.

## Sinopse

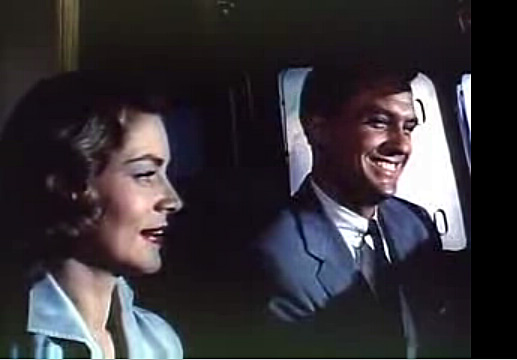
Lucy (Lauren Bacall) e Kyle (Robert Stack) em uma cena

Os filhos do magnata do petróleo Jasper Hadley são dois jovens com grandes problemas emocionais. São eles a auto-destrutiva e ninfomaníaca Marylee e seu inseguro e alcoólico irmão Kyle. Os dois cresceram com Mitch Wayne, filho de um rancheiro amigo de Jasper. Mitch se torna um geólogo e empregado da companhia Harder. Ele é responsável e tenta proteger Kyle das encrencas, enquanto evita o assédio de Marylee.
Quando em Nova Iorque, Kyle e Mitch conhecem e se apaixonam pela sedutora publicitária Lucy Moore. Kyle não perde tempo e usa de todos os meios para seduzir Lucy. Ela resiste, mas acaba cedendo quando Kyle a pede em casamento, para desgosto de Mitch que não contara a ninguém sobre seus sentimentos.
Depois de um ano de casamento, Lucy não consegue engravidar e o médico diz para Kyle que ele é estéril. Kyle se desespera e volta a beber. Lucy se aproxima de Mitch, o que faz com que desperte ciúmes na dupla de irmãos. Lucy conta à Kyle que está grávida e ele não acredita ser o pai, acusando-a e a Mitch de traição.

## Elenco
- Rock Hudson como Mitch Wayne
- Lauren Bacall como Lucy Moore Hadley
- Robert Stack como Kyle Hadley
- Dorothy Malone como Marylee Hadley
- Robert Keith como Jasper Hadley
- Grant Williams como Biff Miley
- Robert J. Wilke como Dan Willis
- Edward Platt como Dr. Paul Cochrane
- Harry Shannon como Hoak Wayne
- John Larch como Roy Carter
- Joseph Granby como Juiz RJ Courtney
- Maidie Norman como Bertha
- Roy Glenn como Sam
- William Schallert como repórter Jack Williams
- Joanne Jordan como brunette
- Dani Crayne como blonde
- Dorothy Porter como secretária

## Produção

### Desenvolvimento
O filme é uma adaptação do livro de Robert Wilder, a qual se inspirou na vida e morte de Zachary Smith Reynolds, filho de RJ Reynolds e herdeiro da fortuna Reynolds Tobacco que morreu com um tiro na cabeça na propriedade de sua família após uma festa de aniversário. A sua esposa, a cantora Libby Holman, e seu amigo próximo Alber Walker, ficaram sob suspeita devido a relatos conflitantes sobre os eventos daquela noite, embora nenhum deles tenham sido formalmente acusados.
Inicialmente, Written on the Wind teria uma adaptação cinematográfica pela RKO Pictures em 1945, antes que os direitos autorais fossem vendidos para a International Pictures no ano seguinte, depois que a RKO arquivou o projeto. Em 1946, a Universal Pictures adquiriu os direitos do romance após comprar a International Pictures; no entanto, a produção permaneceu em análise devido à pressão da família Reynolds, que ameaçou iniciar um processo contra quem realizar qualquer versão cinematográfica do romance de Wilder.
Em 1955, o produtor Albert Zugsmith convencido de que a obra poderia trazer um grande retorno financeiro ao estúdio, contratou George Zuckerman para adaptar um roteiro, embora uma série de mudanças notáveis tenham sido necessárias para evitar um processo da família Reynolds: vários personagens foram eliminados ou tiveram suas idades alteradas; a fortuna da família Hadley, que no romance havia sido adquirida do tabaco, passou a ser pelo petróleo; e sua ambientação mudou da Carolina do Norte para o Texas. Vários rascunhos do roteiro foram submetidos ao Código Hays antes de ser finalmente aprovado no final do ano de 1955.

### Escolha de Elenco
Lauren Bacall, cuja carreira cinematográfica estava em declínio em meados da década de 1950, aceitou o papel a qual achou relativamente modesto de Lucy Moore a pedido do então marido, Humphrey Bogart. Ao mesmo tempo em que filmava, ela se preparava para uma adaptação televisiva de Blithe Spirit (1945), de Noël Coward, coestrelado por ele e Claudette Colbert.
A atriz Dorothy Malone, era até então conhecida mais como a inteligente balconista que usa óculos da livraria  em uma cena com Humphrey Bogart no longa-metragem À Beira do Abismo (1946), havia recentemente desempenhado pequenos coadjuvantes em uma longa série de filmes B. Para este filme, ela tingiu o cabelo de loiro platinado para se livrar da imagem de "boa moça" e interpretar a obsessiva Marylee Hadley.
O intérprete Robert Stack sentiu que a principal razão pela qual perdeu o Oscar para Anthony Quinn (cuja participação em Lust for Life (1956) não dura mais do que 25 minutos) foi porque a 20th Century Fox, que o havia emprestado à Universal, organizou um lobby na votação contra ele para impedir que um de seus atores contratados ganhasse um prêmio de atuação enquanto trabalhava para outro estúdio.
Este foi o sexto de oito filmes que Douglas Sirk fez com Rock Hudson. No ano seguinte, Sirk reuniu os principais membros do elenco, Hudson, Stack e Malone, para The Tarnished Angels (1958), um longa-metragem sobre os primeiros aviadores baseado no romance Pylon, de William Faulkner.

### Filmagem
A filmagem das cenas principais começou em 28 de novembro de 1955, no município de Los Angeles, no lote do Universal Studios. A sequência ambientada no 21 Club de Manhattan foi reconstruída no lote da Universal usando fotografias sendo decorada com apetrechos reais do restaurante, como guardanapos e outros itens emprestados pelos donos do clube. O cenário da escadaria apresentado no filme como a casa dos Hadleys também foi usado na versão cinematográfica de O Fantasma da Ópera (1925) da Universal, bem como em My Man Godfrey (1936).

#### Trilha sonora
A música-título, escrita por Sammy Cahn e Victor Young, foi cantada pelos The Four Aces durante os créditos de abertura. A trilha sonora do longa-metragem foi composta por Frank Skinner.

## Lançamento

### Bilheteria
Written on the Wind foi lançado nos cinemas de Londres em 5 de outubro de 1956. Posteriormente, o longa-metragem teve seu lançamento em várias cidades dos Estados Unidos, incluindo Los Angeles, Nova Orleães, Chicago e Tulsa, antes de finalmente estrear na cidade de Nova York em 11 de janeiro de 1957.
O filme quebrou recordes por ter a maior arrecadação de um único dia de qualquer filme da Universal Pictures, incluindo no Joy Theatre de Nova Orleães, onde teve receitas de bilheteria totalizando US$ 3.036 (equivalente a US$ 35.100 em 2024) em sua estreia. O longa-metragem passou a arrecadar aluguéis (porcentagem da receita de bilheteria devolvidas ao produtor) de US$ 4,3 milhões (equivalente a US$ 50 milhões em 2024) somente na América do Norte.

### Midia doméstica
A The Criterion Collection lançou Written on the Wind em DVD em 29 de junho de 2001. A distribuidora a relançou desta vez numa edição remasterizada em Blu-ray 4K em 1º de fevereiro de 2022.

## Análise de temas
Desde sua estréia, Written on the Wind tem sido analisado e interpretado por críticos e teóricos profissionais, escritores amadores e cinéfilos fãs de melodrama. O filme explora temas como amor, traição e status social. Aqui estão algumas interpretações do filme:

### Comentário social
Em termos de crítica social, o filme é melhor compreendido como uma paródia da realização máxima do sonho americano. Os Hadleys alcançaram o topo da riqueza material, mas são infelizes e isolados. Sua aceitação da ideologia do materialismo torna impossível questionar seus fundamentos. A família governa cidade, e as cenas de abertura do longa-metragem mostram fileiras intermináveis de torres de petróleo fálicas e o enorme arranha-céu corporativo; os Hadleys estão em todos os lugares, mas emocionalmente e espiritualmente não estão em lugar nenhum. Um dos tópicos centrais de Written on the Wind é o impacto do materialismo da década de 1950 no ethos dos Estados Unidos.

### Exploração do amor e do desejo
O filme pode ser interpretado através da complexidade do amor e do desejo entre os personagens principais. Ele sugere que a atração pode levar as pessoas a fazer escolhas irracionais. Lucy está dividida entre seu marido e Mitch Wayne. Da mesma forma, Mitch luta por sua lealdade ao seu melhor amigo, Kyle, por causa de seus sentimentos por Lucy. Essas emoções conflitantes geram muita tensão e criam uma trama dolorosa. A obra sugere que conter ela pode ter consequências positivas e negativas. Os homens e mulheres de Written on the Wind são atormentados pela culpa e enredados em relacionamentos cada vez mais indistintos.

## Recepção

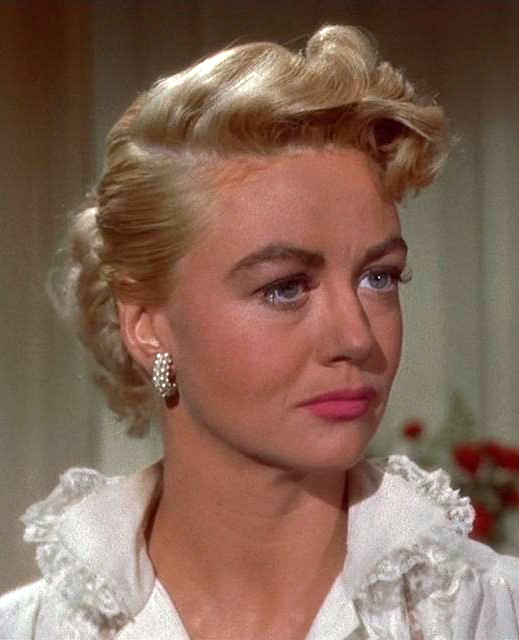
Dorothy Malone ganhou o Oscar de Melhor Atriz Coadjuvante por seu papel no filme.

Alan Brien, ao analisar o filme para o Evening Standard após seu lançamento nos cinemas britânicos em outubro de 1956, comentou sobre a aparência dos atores, escrevendo: "Todos os personagens de Written on the Wind falam, agem e até se parecem com os personagens de uma série de revista feminina. Os homens têm os mesmos rostos improváveis, bronzeados e comuns, e usam os mesmos ternos drapeados e enormes, tão queridos pelos ilustradores dessas revistas". Bosley Crowther do The New York Times faz uma revisão negativa: "O problema com este filme romântico é que nada realmente acontece, as complicações entre os personagens nunca são claras e o tom desleixado e autocompassivo no centro de tudo é um chato". A Variety elogiou o "drama franco" e disse: "O uso inteligente da técnica de flashback cria interesse imediato e expectativa sem diminuir o impacto da trama. Roteiro de primeira, direção dramaticamente hábil [...] e atuações incríveis do elenco adicionam um toque especial aos personagens que resulta no interesse do público. Hudson acerta em cheio... [Stack], em uma de suas melhores performances, traça um retrato convincente de um homem psicótico arruinado pela riqueza e fraquezas de caráter", e concluí: "Malone atinge o auge de sua carreira como a irmã completamente imoral".
Em 1998, Roger Ebert no Chicago Sun-Times, chamou o de "um melodrama perverso e engraçado, no qual você pode encontrar as sementes de Dallas, Dynasty e todas as outras novelas do horário nobre. Sirk é quem estabeleceu o tom delas, no qual o comportamento chocante é tratado com solenidade apaixonada, enquanto a paródia borbulha por baixo. Apreciar um filme como esse provavelmente exige mais sofisticação do que entender uma das obras-primas de Ingmar Bergman, porque os temas de Bergman são visíveis e sublinhados, enquanto em Sirk, a estilização esconde a mensagem. Seus interiores são extremamente exagerados e seus exteriores são falsos — ele quer que você perceba o artifício, para ver que ele não está usando realismo, mas um exagero dos estúdios de Hollywood [...], Filmes como este estão acima e abaixo do gosto da classe média. Se você só vê a superfície, é uma novela trash. Mas quando você conseguir ver o seu estilo, o absurdo, o exagero e o humor satírico é subversivo em relação a todos os dramas da década de 1950 que trataram esse material solenemente. William Inge e Tennessee Williams foram levados muito a sério durante a década, mas é Sirk que brinca com a histeria freudiana".
O crítico Leonard Maltin deu ao filme três de quatro estrelas, chamando-o de "kitsch irresistível". Richard Brody para o The New Yorker, considera o filme, que ele diz ser "a realização mais completa de Sirk", em um vídeo postado no site da revista em 2015. A revista TV Guide descreveu Written on the Wind como "o maior do melodrama exuberante", "o melhor esforço de direção de Douglas Sirk" e "uma das críticas mais notáveis da família nuclear americana já feitas". Está incluído na lista dos 1.000 melhores filmes já feitos do The New York Times.
Written On The Wind no website agregador de críticas, Rotten Tomatoes 88% das 31 análises da crítica são positivas e a classificação média é 7,7/10. Enquanto no Metacritic — que atribui uma pontuação média ponderada (de 0 a 100) — o longa-metragem tem uma pontuação de 86 com base em 15 críticos, indicando "aclamação universal". Para compor a personagem Alicia da telenovela A Favorita (2008) a atriz Taís Araújo conta que "se debruçou no filme [Written On The Wind]", na personagem e atuação da Dorothy Malone.

## Prêmios e indicações
| Prêmio        | Categoria                         | Indicado(s)                                                       | Resultado | Ref.   |
| ------------- | --------------------------------- | ----------------------------------------------------------------- | --------- | ------ |
| Oscar         | Melhor ator secundário            | Robert Stack                                                      | Indicado  | [ 34 ] |
| Oscar         | Melhor atriz secundária           | Dorothy Malone                                                    | Venceu    | [ 34 ] |
| Oscar         | Melhor canção original            | "Written on the Wind" Música de Victor Young; Letra de Sammy Cahn | Indicado  | [ 34 ] |
| Globo de Ouro | Melhor atriz coadjuvante - cinema | Dorothy Malone                                                    | Indicado  | [ 35 ] |